# 地果
地果（学名：Ficus tikoua）为桑科榕属的植物。分布于中国大陆的湖南、四川、西藏、陕西、甘肃、广西、云南、湖北、贵州等地，以及越南、老挝、印度东北部等。生长于海拔500米至2,650米的地区，多生在草坡、荒地以及岩石缝中，目前已由人工引种栽培。

## 别名
地石榴（云南、贵州、横断山区维管植物）、地瓜（各地、中国高等植物图鉴补编、湖北植物大全）